# Randall Wulff
Randall Aldon Wulff (* 1954 in Calgary) ist ein kanadischer Singer-Songwriter, der seit 1983 unter den Pseudonymen Lewis und Lewis Baloue mindestens zwei Musikalben einspielte und Lieder für bis zu zehn weitere Alben aufnahm. Ihm ist auch das Pseudonym Randy Duke zuzuordnen. Wulffs Platten blieben zunächst unbeachtet und gerieten in Vergessenheit, bis das Lewis-Album L’Amour nach über 20 Jahren wiederentdeckt und 2014 unter umfangreicher Berichterstattung in nordamerikanischen und europäischen Medien neu veröffentlicht wurde. Die Identität des Sängers wurde erst im Zuge der Wiederveröffentlichung dieses Albums öffentlich bekannt.

## Biografische Angaben
Die biografischen Angaben zu Randall Wulff beruhen weitestgehend auf den Pressemitteilungen des Schallplattenlabels Light In The Attic (deutsch: Licht auf dem Dachboden) aus Seattle, das 2014 zwei Alben Wulffs aus den 1980er-Jahren erneut veröffentlichte. Mitarbeiter des Labels waren die einzigen Medienvertreter, die 2014 Kontakt zu Wulff hatten. Zahlreiche nordamerikanische und europäische Medien replizierten die von Light In The Attic verbreitete Geschichte 2014 und in den folgenden Jahren.

### GemäßLight in the Attic2014
Den Angaben von Light in the Attic zufolge wurde Wulff 1954 in Calgary als jüngstes von vier Kindern von Earl und Gladys Wulff geboren. Der Vater war Polizeibeamter, die Mutter Verkäuferin. In den späten 1970er-Jahren arbeitete Wulff zusammen mit einem Bruder als Börsenmakler in Calgary und New York City, wo er zu Wohlstand kam. Ein Zeitzeuge deutet an, dass Wulff nicht immer alle Gewinne an seine Investoren oder Geschäftspartner ausgezahlt habe. In den 1980er-Jahren lebte Wulff zumeist in New York und war häufig Gast in dortigen Nachtclubs, wobei er auch Kontakt zu Berühmtheiten hatte. In diesem Zusammenhang wird unter anderem Christie Brinkley genannt, ein seinerzeit weltbekanntes Fotomodell, das 2014 auf Nachfrage nicht ausschloss, Wulff in New York getroffen zu haben. In den frühen 1980er-Jahren brach der Kontakt zu einigen Mitgliedern seiner Familie ab. 1983 verließ Wulff spontan New York und reiste nach Los Angeles, wo sein erstes Musikalbum entstand. 1985 produzierte er unter nicht geklärten Umständen ein zweites Album; danach verlor sich seine Spur. Nach mehrjähriger Suche spürten Mitarbeiter von Light in the Attic ihn im Sommer 2014 in einer nicht namentlich genannten Stadt im Westen Kanadas – wahrscheinlich Vancouver – auf, wo er für ein kurzes Interview zur Verfügung stand. Er erklärte, zwar weiterhin Musik zu machen, an seinen alten Aufnahmen aber nicht interessiert zu sein; er wolle mit ihnen kein Geld verdienen und lehnte eine Tantiemenzahlung durch Light in the Attic ab.
Diese Angaben blieben nicht unwidersprochen. Im Laufe des Sommers 2014 bemängelten einige Autoren die fehlende Verifizierbarkeit der quasi-offiziellen Darstellungen von Light in the Attic und zweifelten ihre Richtigkeit an; ein Journalist brachte als Alternative die These ins Spiel, Lewis bzw. Wulff sei lediglich ein geschickter Hochstapler gewesen. In einem Forum finden sich substanziell andere Angaben zu einigen Details aus Wulffs Leben in den 1970er- und 1980er-Jahren. Eine Veröffentlichung sah Parallelen zu dem fiktiven Musikprojekt Kosmischer Läufer.

### Maxim2015
Im Frühjahr 2015 gelang es Journalisten des Herrenmagazins Maxim, Kontakt zu Wulff aufzunehmen. In einem in Vancouver geführten Interview ergänzte er die Informationen, die Light in the Attic verbreitet hatte. Danach habe er in den 1980er-Jahren eine Zeitlang auf Hawaii mit der 1912 geborenen Doris Duke, dem zeitweise „reichsten Mädchen der Welt“, zusammengelebt und Kontakt zu zahlreichen Künstlern wie David Lean und George Harrison gehabt. In der Mitte des Jahrzehnts sei Wulff nach Kanada zurückgekehrt, um sich um seinen verunglückten Vater zu kümmern. Zu den Hintergründen und Motiven für seine frühen Alben äußerte er sich hier ebenso wenig wie zuvor gegenüber Light in the Attic. Maxim wies ausdrücklich darauf hin, dass Wulffs Angaben nicht verifiziert werden konnten.
Seit 2015 gibt es keine Nachrichten mehr über Wulff.

## Wiederentdeckung 2014

### „Mysterium“
Wulffs in den 1980er-Jahren produzierte Musikalben waren ohne Resonanz auf dem Markt geblieben und galten als vergessen. Die Wiederentdeckung von L’Amour zu Beginn des 21. Jahrhunderts und seine Wiederveröffentlichung durch Light in the Attic 2014 löste einen Hype um den Sänger aus, der dadurch verstärkt wurde, dass zu dieser Zeit gar nichts zu seiner Person öffentlich bekannt war und nicht einmal gesichert schien, ob er noch lebte. Der Sänger galt zu dieser Zeit als verschollen. Das deutsche Magazin Der Spiegel nannte ihn im Frühsommer 2014 „das Gespenst im weißen Cabrio“, für eine andere Autorin war er ein „Mysterium im Informationszeitalter“.

### Prozess der Wiederentdeckung
Die weltweit verbreitete Geschichte der Suche nach dem Sänger basiert wesentlich auf den Angaben von Light in the Attic. Ausgangspunkt für die Entwicklung war danach der zufällige Fund eines Exemplars des Lewis-Albums L’Amour auf einem Flohmarkt in der kanadischen Stadt Edmonton. Durch positive Rezensionen in Fachforen stieg das Interesse an der Produktion in Liebhaberkreisen nach und nach so stark an, dass auf eBay und ähnlichen Börsen 2012 schon über 1500 Dollar für ein gebrauchtes Lewis-Album aus den 1980er-Jahren gezahlt wurden.
Im Herbst 2013 begann Light in the Attic mit Planungen für eine Neuveröffentlichung des Lewis-Albums L’Amour auf CD. Im Zuge des Produktionsprozesses begannen Nachforschungen zur Person des Sängers, die zunächst an den Künstlernamen anknüpften. Wegen der Ähnlichkeit der Kombination von Pseudonym und Albumtitel wurde zeitweise unter anderem über eine Verbindung zu dem Western-Schriftsteller Louis L’Amour spekuliert. Über das Coverfoto von L’Amour und dessen Fotografen wurde letztlich Lewis’ Klarname bekannt, danach führten Nachforschungen nach Kanada, ohne dass Weiteres zum Verbleib des Sängers bekannt war. Diesen Sachstand verbreitete Light in the Attic, als L’Amour im Juni 2014 auf den Markt kam. Erst im August 2014, nachdem mit Romantic Times ein weiteres Lewis-Album wieder aufgetaucht und ebenfalls von Light in the Attic neu veröffentlicht worden war, konnte Wulff im August 2014 in einer nicht namentlich genannten kanadischen Stadt aufgespürt werden. In einem kurzen Gespräch gab er keine Informationen zu seiner Person preis.

### Zweifel
An dieser Version gibt es allerdings Zweifel. Der Autor Mike Bell vom Calgary Herald etwa hält die offizielle Geschichte für „zu perfekt und zu perfekt verrückt“ und vermutet dahinter vor allem einen Marketingtrick, um den Verkauf der alten Aufnahmen zu unterstützen. Anlass zu Zweifeln gebe unter anderem, dass kurz hintereinander angeblich überraschend mehrere seit Langem vergessene Aufnahmen auftauchten.

## Pseudonyme
Für seine Musikaufnahmen verwendete Wulff verschiedene Pseudonyme.
- Lewis: Der 1983 verwendete Künstlername Lewis knüpft an den Nachnamen von Wulffs Urgroßmutter an.[4]
- Lewis Baloue: Für den 1985 genutzten Nachnamen Baloue gibt es bislang keine Erklärung.
- Randy Duke: Randy ist eine Kurzform des Vornamens Randall, während bei Duke eine Parallele zur Milliardärin Doris Duke besteht, mit der Wulff angeblich einige Jahre zusammengelebt hat.

## Diskografie
Randall Wulff können zweifelsfrei zwei Originalalben zugeordnet werden: L’Amour von 1983 und Romantic Times von 1985. Als Label war das – tatsächlich nicht existierende – Unternehmen R.A.W. Productions in Beverly Hills angegeben, dessen Bezeichnung mit den Anfangsbuchstaben von Wulffs vollem Klarnamen übereinstimmt und das keine weiteren Schallplatten veröffentlichte. Die technische Herstellung der Alben einschließlich der Pressung der Schallplatten übernahm in beiden Fällen der kalifornische Spezialbetrieb Rainbo Records. Wie viele Exemplare der beiden Alben in den 1980er-Jahren hergestellt wurden, ist nicht belegt. Zu dem Unternehmen, das einen etwaigen Vertrieb übernahm, gibt es keinerlei Hinweise. Weiterhin ist unklar, inwieweit L’Amour und Romantic Times überhaupt in den regulären Handel kamen. Es ist nicht ausgeschlossen, dass die fertigen Schallplatten ggf. mit zeitlicher Verzögerung über Lagerverkäufe auf den Markt gebracht wurden.

### 1983:L’Amour
Randall Wulffs erstes Album war L’Amour von 1983. Bei ihm verwendete er das Pseudonym Lewis. Nach allgemeiner, allerdings nicht unbestrittener Auffassung wurde das Album im Music Lab Studio in Los Angeles eingespielt. L’Amour enthält zehn Lieder, als deren Autor jeweils „Lewis“ angegeben ist. Stilistisch wird die Musik als „rätselhafter Synthesizer-Folk“ (enigmatic Synthie Folk) beschrieben. Bei der Begleitmusik dominieren neben der Gitarre vor allem Synthesizer. Das Coverfoto zeigt ein Porträt des Sängers mit unbekleidetem Oberkörper. Die Aufnahme ist schwarzweiß und überbelichtet. Auf einigen Exemplaren ist auf dem Cover ein Aufkleber angebracht, auf dem das letzte Lied des Albums dem Fotomodell Christie Brinkley gewidmet wird.
L’Amour wurde erst 2014 Gegenstand von Rezensionen. Ein Autor hielt es für „das beste Album des Jahres 2014, das allerdings 31 Jahre zu spät kam.“

### 1985:Romantic Times
1985 veröffentlichte Wulff unter dem Pseudonym Lewis Baloue das Album Romantic Times. Das Coverfoto zeigt Wulff im weißen Anzug vor einem weißen Mercedes SL Cabriolet und einem Düsenflugzeug. Die Lieder entsprechen in Stil und Arrangement dem Konzept von L’Amour.

### Weitere Alben und Aufnahmen
Kurz nach Romantic Times erschien zunächst im Herbst 2014 das Album Love Ain’t No Mystery und wenig später auch Hawaiian Breeze mit dem Gesang von Wulff; für ihn wird hier jeweils das Pseudonym Randy Duke verwendet. Beides sind keine Original-Alben. Sie enthalten Aufnahmen, die er in den späten 1990er-Jahren im Fiasco Bros. Studio in Vancouver eingespielt hatte und die seinerzeit nicht zu Alben verarbeitet wurden. Ihr Stil hebt sich von den Alben der 1980er-Jahre ab. Len Osanic, ein Produzent der Fiasco Bros., hatte Wulffs Gesang mit neu arrangierter Begleitmusik unterlegt, ohne sich mit ihm abgestimmt zu haben. Love Ain’t No Mystery und Hawaiian Breeze wurden nicht von Light in the Attic veröffentlicht.
Es wird allgemein vermutet, dass Wulff in den frühen 2000er-Jahren in Vancouver eine Reihe weiterer Lieder aufgenommen hat, die nie veröffentlicht wurden. Eine Quelle spricht von Material, das für 10 Alben reichen würde.